# Iván Skvortsov-Stepánov
Iván Ivánovich Skvortsov-Stepánov (ruso: Ива́н Ива́нович Скворцо́в-Степа́нов) (Bogorodsk, Imperio ruso, 24 de febrero de 1870-Sochi, Unión Soviética, 8 de octubre de 1928) fue un político comunista ruso, dirigente del Partido Bolchevique, escritor marxista y uno de los participantes más veteranos del movimiento revolucionario ruso. 
Skvortsov era hijo de un obrero industrial muy religioso que vivía en Bogorodsk. Se unió al movimiento revolucionario en 1892 y se convirtió en bolchevique en el invierno de 1904. Cuando se comenzó a publicar el periódico Borbá (Lucha) en noviembre de 1905, Skvortsov fue de facto su redactor-jefe. En 1906 fue delegado al IV Congreso del Partido Obrero Socialdemócrata de Rusia, donde apoyó a Lenin. Durante el periodo 1907-1910 se inclinó por la facción del Comité Interdistrito, regresando posteriormente a las posiciones de Lenin. Fue repetidamente detenido y deportado por sus actividades revolucionarias.
Tras la Revolución de Octubre de 1917 y la elección del Consejo de Comisarios del Pueblo por parte del II Congreso de los Sóviets de Rusia, fue nombrado Comisario del Pueblo de Finanzas de la República Socialista Federativa Soviética de Rusia. 
Hasta su fallecimiento en octubre de 1928, Skvortsov fue elogiado por Iósif Stalin como un firme y obstinado leninista. Esto contrasta ampliamente con el tratamiento dado a la mayoría de los miembros del primer Consejo de Comisarios del Pueblo, los cuales fueron ejecutados durante la Gran Purga del estalinismo en 1936-1938.
Sus restos están sepultados en la Necrópolis de la Muralla del Kremlin de Moscú.

## Publicaciones
- Obras ateístas escogidas (Ízbrannye ateistícheskie proizvedéniya)